# 휴스턴 릭 핸즈
휴스턴 릭 핸즈(영어: Houston Rig Hands)는 미국 텍사스주 휴스턴을 연고로 하는 3on3리그인 BIG3 소속 농구 팀이다.